# ميخائيل هارت (سياسي)
ميخائيل هارت (بالإنجليزية: Michael Hart)‏ هو مهندس وسياسي أسترالي، ولد في 16 يونيو 1960 في أستراليا. حزبياً، نشط في الحزب الوطني الليبرالي في كوينزلاند. وقد انتخب عضو المجلس التشريعي ولاية كوينزلاند عن دائرة Electoral district of Burleigh ‏ (24 مارس 2012 – ).